# شهرستان کلدونیا (ورمانت)
شهرستان کلدونیا واقع در ایالت ورمانت است. جمعیت این شهرستان بر اساس سرشماری سال ۲۰۱۰ آمریکا ۳۱۲۲۷ نفر گزارش شده‌است. مرکز شهرستان کلدونیا، شهر سنت جانزبری است.این شهرستان در سال ۱۷۹۶ بنیانگذاری شده‌است و نام آن برگرفته از نام اسکاتلند به زبان لاتین است و به افتخار مستعمره نشینانی که مدعی بودند اجدادشان در این مکان می زیسته اند، نام گزاری شده‌است.